# 127-ма окрема важка механізована бригада (Україна)
127-ма окрема важка механізована бригада (127 ОВМБр, в/ч А7383) — формування Сухопутних військ Збройних сил України. Дислокується у місті Харків.

## Історія
127-ма Окрема бригада ТрО стала на захист рідної землі від перших днів широкомасштабного нападу російської федерації. Вже 12 березня з'єднання отримало бойове завдання з оборони Харкова, який перебував під постійними артилерійськими обстрілами ворога.
У квітні — травні 2022 року 127-ма бригада взяла активну участь у контрнаступі Сил оборони Україні на Харківщині, під час якого вдалося відкинути окупантів на значну відстань від обласного центру. Тоді було визволено щонайменше 10 населених пунктів, серед яких Верхній Салтів, Циркуни, Руські та Черкаські Тишки, Ізбицьке та інші.
15 травня 2022 року бійці передової групи батальйону 127-ї бригади першими на Харківщині вийшли на ділянку державного кордону України в районі села Тернова Липецької громади та встановили прикордонний стовп — символ незламності українського народу та непохитності кордонів України.
У вересні 2022 року бригада взяла участь у деокупації північного прикордоння Харківщини під час Слобожанської наступальної операції. Саме воїни 127-ї бригади ТрО визволили Великі та Малі Проходи Дергачівської громади, а також Борщову, Слобожанське, Липці, Глибоке, Стрілечу та інші села Липецької громади.
У 2023 році бригаду перекинули на оборону міста-фортеці Бахмута, де її підрозділи вели запеклі бої у міських руїнах, тримаючи оборону під щільним ворожим вогнем. Після Бахмута, влітку 2023 року, бригада тимчасово утримувала 80-кілометрову ділянку державного кордону в межах ОТУ «Суми», а з осені — вела бої на південному напрямку в Запорізькій та Донецькій областях.
За словами командира бригади Романа Грищенка, під час бойових дій станом на середину лютого 2023 року підрозділи бригади захопили багато трофейної російської техніки, яку відбили в боях або забрали після втечі росіян, — танки, бронетранспортери, бойові машини піхоти, МТ-ЛБ..
У лютому 2023 року за сприяння Світового Конґресу Українців бригада отримала на озброєння бронетранспортери FV103 Spartan. За інформацією журналістів «Суспільного», 127-ма окрема бригада територіальної оборони стала першою механізованою бригадою територіальної оборони в Україні.
У травні 2024 року 127-ма бригада знову повернулася до Харківської області, щоб посилити оборону на тлі нового наступу армії рф на півночі Харківщини. Підрозділи бригади поліпшили свої позиції, вийшли на державний кордон і втримали ворожий натиск, не дозволивши загарбниками наблизитися до міста Харків.
У 2025 році 127-му окрему бригаду територіальної оборони перейменовану на 127-му окрему важку механізовану бригаду 

## Нагороди
24 серпня 2022 року Президент України постановив вручити 127-й Окремій бригаді Територіальної оборони Бойовий Прапор як символ честі, доблесті і слави, а також заклик до кожного військовослужбовця Збройних Сил України віддано служити Українському народові, мужньо, вміло та непохитно боронити Українську державу.
29 вересня 2022 року Бойовий Прапор бригади освятив предстоятель Православної Церкви України Митрополит Епiфанiй.
29 вересня 2022 року Митрополит ПЦУ Епіфаній відзначив бригаду орденом святого великомученика Юрія Переможця.
24 лютого 2023 року, враховуючи значний внесок з'єднання в оборону міста-героя Харкова, мужність та відвагу особового складу, Головнокомандувач Збройних Сил України відзначив 127-му бригаду стрічкою до Бойового Прапора «За оборону міста Харкова».

## Структура[5]

### Поточна
- 225-й окремий батальйон ТрО
- 226-й окремий батальйон ТрО — сформований з підрозділу харківських добровольців-ветеранів полку Азов в березні 2022 року[6][7].
- 227-й окремий батальйон ТрО
- 228-й окремий батальйон ТрО
- 229-й окремий батальйон ТрО
- 247-й окремий батальйон ТрО
- 249-й окремий батальйон ТрО
- 1-й стрілецький батальйон[8]
- 1-й танковий батальйон[9]

### Колишні
- 225-й окремий розвідувальний батальйон

## Оснащення
- FV103 Spartan[10]
- МТ-ЛБ (трофейні)[11]
- БРДМ-2
- БТР-60[12]
- БТР-70[13]
- БТР-82А (трофейні)
- HMMWV[14]
- Cougar (бронеавтомобіль)
- FIM-92 Stinger
- FGM-148 Javelin
- Ігла (ПЗРК)
- БМ-21 «Град»
- МТ-12 «Рапіра»
- M113
- Т-72Б3 (трофейні)
- Т-72А
- БМП-1 (трофейні)
- БМП-2 (трофейні)
- БМП-3 (трофейні)
- 2С3 «Акація» (трофейні)
- Browning M2
- Mk 19

## Командування
- полковник Роман Грищенко (березень 2022 — липень 2023)[15]
- полковник Дмитро Ярошенко (липень — жовтень 2023)
- полковник Юрій Крупко (жовтень 2023 — квітень 2025)[7].
- майор Олег Черкашин (з квітня 2025 року)[16]

## Символіка
Нарукавний знак 127-ї бригади ТрО містить назву міста Харків, стилізовано виконану у формі Тризуба — малого Державного Герба України. Напис розміщено на тлі фортечного муру з трьома зубцями-мерлонами.
Ці символічні елементи засвідчують причетність бригади до міста Харків — прикордонного форпосту сходу України, який став справжньою залізобетонною фортецею на шляху російських загарбників.

## Втрати

### 2022
- 15 травня 2022 — Кондращенко Владислав, старший солдат. Загинув, отримавши смертельні поранення під час артилерійського обстрілу в районі села Ізбицьке Харківської області[17].

### 2023
- 8 квітня 2023 — Волобуєв Григорій Володимирович. 7 квітня 1977, с. Охоче. Загинув місті Бахмут під час виконання бойових дій, внаслідок артилерійського обстрілу противником на наступний день після свого дня народження[18].
- 18 квітня 2023 — Насіковський Віктор, підполковник, начальник групи комунікації штабу. Загинув в районі Бахмута[19].
- 20 квітня 2023 — Міщенко Юрій, старший сержант, навідник гранатометного відділення. Загинув в районі Бахмута.

- 12 травня 2023 — Красніков Сергій Михайлович. 16 березня 1986, с. Уди, Харківська область. Загинув в с.Оріхово-Василівка Бахмутського району Донецької області[20].
- 12 травня 2023 — Малигін Костянтин Сергійович. Загинув в с. Оріхово-Василівка в БМП-2 при зачистці лінії оборони противника
- 20 вересня 2023 — молодший сержант Олександр Вікторович Яценко, загинув в Запорізькій області.
- 22 грудня 2023 — Смик Петро. 6 червня 1978, с. Сливки Калуського району. 229-й батальйон. Загинув через атаку БПЛА в районі Новодарівки Запорізької області[21]
- 22 грудня 2023 — Кіт Михайло Миронович. Оператор пританкового взводу[22]

### 2024
- 2 січня 2024  - Фаріон Михайло Володимирович, 49 років. Молодший сержант, бойовий медик 1-го стрілецького взводу 2-гої стрілецької роти. Загинув поблизу н.п. Новодарівка Пологівського району Запорізької області[23].
- 12 січня 2024 — Епов Олексій Володимирович. Молодший сержант, начальник їдальні взводу матеріально-технічного забезпечення. Загинув у районі н.п. Рівнопіль Донецької області[24].
- 5 вересня 2024 — Бобов Дмитро. 15 березня 1995, с. Грушово, Тячівський район, Закарпаття. Загинув поблизу села Журавлі Курської області[25]
- 17 вересня 2024 — Олексій Руденко, 8 травня 1977, м. Сєвєродонецьку. Загинув під час виконання бойового завдання на Харківському напрямку[26].
- 4 жовтня 2024 — Химич Мар'ян. 47 років, с. Забужжя Сокальської громади. Загинув поблизу населеного пункту Стариця Харківської області внаслідок мінометного обстрілу[27].
- 13 жовтня 2024 року у боях поблизу села Тернова на Харківщині загинув Артем Пліско — молодший сержант, командир стрілецького відділення 228 батальйону[28].